# Wilfried Koffi Hua
Hua Wilfried Koffi (ur. 12 października 1987) – iworyjski lekkoatleta, sprinter, rekordzista kraju.

## Osiągnięcia
- 3 medale igrzysk afrykańskich:
  - Brazzaville 2015 – dwa złote (w biegu na 200 metrów i w sztafecie 4 × 100 metrów) oraz jeden brązowy (w biegu na 100 metrów)
- 4 medale mistrzostw Afryki:
  - Porto-Novo 2012 – brąz w biegu na 100 metrów
  - Marrakesz 2014 – dwa złota (w biegach na 100 i 200 metrów)
  - Durban 2016 – srebro w sztafecie 4 × 100 metrów
- 2 medale uniwersjady:
  - Kazań 2013 – brąz w biegu na 100 metrów
  - Gwangju 2015 – złoto w biegu na 200 metrów
- 7. miejsce zarówno na 100, jak i na 200 metrów podczas pucharu interkontynentalnego (Marrakesz 2014)
- 7. miejsce w biegu na 200 metrów oraz 4. miejsce w sztafecie 4 × 100 metrów podczas igrzysk frankofońskich (Bejrut 2009)

W 2016 reprezentował Wybrzeże Kości Słoniowej na igrzyskach olimpijskich w Rio de Janeiro, podczas których odpadł w eliminacjach biegów na 100 i 200 metrów.

## Rekordy życiowe
- Bieg na 60 metrów (hala) – 6,62 (2016)
- Bieg na 100 metrów – 10,01 (2016) były rekord Wybrzeża Kości Słoniowej
- Bieg na 200 metrów (stadion) – 20,25 (2014) rekord Wybrzeża Kości Słoniowej
- Bieg na 200 metrów (hala) – 20,99 (2014) rekord Wybrzeża Kości Słoniowej